# Spoorlijn Roubaix-Wattrelos - Wattrelos
Spoorlijn Roubaix-Wattrelos - Wattrelos was een Franse spoorlijn in het Noorderdepartement die Roubaix via Wattrelos met de Belgische spoorlijn 85 verbond. De lijn was 3,6 km lang en had als lijnnummer 271 000.

## Geschiedenis
De lijn werd aangelegd door de Compagnie des chemins de fer du Nord en werd geopend op 7 april 1899. In 1932 werd het reizigersverkeer opgeheven, vanaf 1983 werd ook het goederenvervoer opgeheven waarna de spoorlijn steeds verder werd opgebroken.
De lijn werd enkelsporig aangelegd en is nooit geëlektrificeerd.

## Aansluitingen
In de volgende plaatsen was er een aansluiting op de volgende spoorlijnen:
Roubaix-Wattrelos
RFN 268 000 tussen Somain en Halluin
Wattrelos
Spoorlijn 85 tussen Herseaux en Leupegem